# LONG FORE-PLAY
LONG FORE-PLAY（ロング・フォア・プレイ）は日本の歌手・YOKO Black. Stoneの2枚目のミニ・アルバム。1998年10月9日にStyling Recordsより発売された。

## 解説
- 収録曲すべてがベストアルバム『THE ONE ABOUT ME』に収録されている（「No Need 2 Worry」と「FANTASY」は別バージョンでの収録）。

## 収録曲
1. Private Party
2. Nobody Else
3. No Need 2 Worry (Part 2)
セカンドシングルの別バージョン。
4. LONG FORE-PLAY
5. FANTASY
アース・ウィンド・アンド・ファイアーのカバー。